# Spartina pectinata
Spartina pectinata
Classification phylogénétique
Espèce
La Spartine pectinée (Spartina pectinata) est une espèce de plantes hélophytes de la famille des Poaceae, sous-famille des Chloridoideae. Son milieu d'origine est les marécages nord-américains. Elle est également utilisée comme plante ornementale.